# 谷口慶治
谷口 慶治（たにぐち けいじ、1934年 - ）は、日本の工学者、福井大学名誉教授。

## 経歴
岡山県津山市生まれ。岡山県立津山工業高等学校・機械科（1953年卒）。
大阪歯車工業（株）に勤務：機械設計（歯車減速機の設計）に従事。
第2級無線技術士（郵政省・1955年）・
第1級無線技術士（郵政省・1957年）(独学による)。
航空自衛隊に勤務（第9期公募空曹の教育課程を修了。第6期地上無線整備員課程を修了。第30期教育技術員（Instructor Training Course）課程を修了。通信学校・第3科教官・2等空曹 (方位測定装置を担当)。
幹部候補生学校・第14期幹部候補生の教育課程を修了。幹部候補生学校・第1教育部教官・見習い幹部1等空曹・3等空尉を経て、2等空尉（主に通信電子工学を担当）。・MTP(Management Training Program)の教育を修了。通信電子の教育内容の整備・卓越した教育指導の成果により航空自衛隊幹部候補生学校長より賞詞を受ける（戊第20号、1963年）。
大阪大学・工学部・助手・電子工学科・演算電子工学講座（尾崎研究室）に勤務。
工学博士(大阪大学総長：第2589号。1972年)。
「学位論文名：血液の電子工学的計測に関する研究」
大阪大学大学院工学研究科の学生指導命令（大阪大学総長：1972年）
福井大学・工学部・助教授をへて教授
（電子工学科、情報工学科、情報メディア工学科に勤務）。
福井大学・大学院・工学研究科・修士課程（博士前期課程）・電子工学専攻 / 情報工学専攻 /（情報メディア工学専攻）主任指導教授。
福井大学・大学院・工学研究科・博士後期課程・システム設計工学・電子システム専攻・主任指導教授。
福井県技術アドバイザ（2000年まで）
講師（福井医科大学医学部）に併任。東京医科歯科大学医学部非常勤講師。
中国・西安理工大学・名誉教授（1996）。福井大学・名誉教授（2000）。
（株）野田電機に勤務・技術顧問（2000-2004）。
（財）日本無線協会委員（2005-2007）

## Marquis Who’s Who (USA)の出版物での紹介
- Who’s Who in the World（1999-16th Editionより）
- Who’s Who in Science and Engineering（2000/2001-6th Editionより）
- Who’s Who in Finance and Business（2001/2002-32nd Editionより）
- Who’s Who in Asia（2007-1st Edition, 2012-2nd Edition）
- Who’s Who in America(2009-63rd Editionより)
- 「2017 Albert Nelson Marquis Lifetime Achievement Award」を受賞

## The Bibliotheque World Wide Society(USA)の出版物での紹介
- 500 Great Asians of the Early 21st Century　（The Editorial Advisory Board of the BWW Society）

- 500 Great Minds of the Early 21st Century　（The Editorial Advisory Board of the BWW Society）

- Profiles in Excellence:500 Biographies of Inspiration, Dedication and Accomplishment（The Editorial Advisory Board of the BWW Society）

- 500 Distinguished Professors and Scholars of the BWW Society/IAGPS
- The BWW Society(Fellow)

- The Preeminent 500-Exceptional Individuals of Achievement in Commerce, Science & Technology, Medicine, and The Arts & Letters, 2010
- ENCYCLOPEDIA INTELLIGENTSIA- A Compendium of Great Thinkers and Bright Minds of the Twenty-First Century -- 2015

## 出版物
1)「センサと信号処理」尾崎弘、谷口慶治　1985.11　共立出版（株）
2)「画像処理」尾崎弘、谷口慶治、小川秀夫　1983.11　共立出版（株）
3)「センサと信号処理」（第2版）尾崎弘、谷口慶治　1988. 4　共立出版（株）
4)「画像処理」（第2版）尾崎弘、谷口慶治　1988.11　共立出版（株）
5)電子回路―アナログ編 尾崎弘、金田彌吉、谷口慶治、横山正人
1989. 5 共立出版（株）
&中国語翻訳版　中国科学出版社　　
6)電子回路―デイジタル編 尾崎弘、金田彌吉、橘啓八郎、谷口慶治 1991.1 共立出版（株）
&中国語翻訳版　中国科学出版社
7)「電子回路―アナログ編演習」尾崎弘、金田彌吉、谷口慶治、橘啓八郎、浅田勝彦　1994. 7共立出版（株）
&中国語翻訳版　中国科学出版社
8)「電子回路―デイジタル編演習」尾崎弘、谷口慶治,浅田勝彦、川端信賢　1996.12共立出版（株）
&中国語翻訳版　中国科学出版社
9)「マイコン応用技術-異業種交流事例マイコン技術研究会」谷口慶治編集　1990. 6共立出版（株）
10)「医用電子・生体情報」谷口慶治、若松秀俊　1996. 6共立出版（株）
11)「画像処理工学―基礎編」谷口慶治編　1996.11　共立出版（株）
&中国語翻訳版　中国科学出版社
12)「画像処理工学―応用編」谷口慶治編　1999. 5　共立出版（株）
&中国語翻訳版　中国科学出版社
13)「画像処理工学―応用事例編」谷口慶治、長谷博行編　2005. 2　共立出版（株）
14)「信号処理の基礎」谷口慶治編　2001.12　共立出版（株）
15)「マイクロ波電子回路」谷口慶治　2004. 3　共立出版（株）
16)「アンテナと電波伝搬」谷口慶治2006. 1　共立出版（株）
17)「放電応用技術」谷口慶治、松浦次雄、木田勝巳　2007. 1　共立出版（株）
18)「実践センサ工学」谷口慶治、上田正紘、石川和彦　2008. 2　共立出版（株）&韓国語翻訳版 技術情報社
19)「Fundamentals and Practices of Sensing Technologies」Keiji Taniguchi, Masahiro Ueda, Ningfeng Zeng, Kazuhiko Ishikawa　2009.May/June,-----
The BWW Journal,The Bibliotheque World Wide Society(USA)(15333 Culver Drive, Suite 340 , PMB 131 Irvine, California 92604 USA.)
　Printing Version：September 2009,　ISBN 978-4-320-08636-4,
Publisher: John Pellam, The Bibliotheque: World Wide Society, Printing-office: KYORITSU SHUPPAN CO. LTD.。4-6-19, Kohinata, Bunkyo-ku,Tokyo 112-8700, Japan.共立出版
20) 「マイクロ波回路とスミスチャート」 谷口慶治,曾寧峰,森幹男 2010,6 共立出版（株）
21) これなら使える100例
技術英語論文の書き方(How to write Technical Reports in English 
-100 Basic and Effective Practical Sentences-) , 英語論文作成研究会編
「谷口慶治, 上田正紘 , Kenneth Atkinson 編集」 2011,10 共立出版（株）
22) 「ディジタル色彩工学」・谷口慶治、　張小忙・2012,12 共立出版（株）（中国語翻訳版；汪健志編訳；全華図書股份有限公司）
23）Keiji Taniguchi, Ningfeng Zeng, Kengo Kashihara ： An Evaluation for Discharge of Uric Acid Crystals Using a Blood Pressure Meter,(3132),
35th Annual International IEEE EMBS Conference, July 2013.
24） 谷口慶治、山本博、曾寧峰：特許証；特許第5518554号；「血管硬さ評価システム及び血管硬さ指標の算出」；平成26年4月11日；特許庁長官
25) Keiji Taniguchi, Hiroshi Yamamoto , Ningfeng Zeng, and Kengo Kashihara:A Method for Measuring the Flexibility of Blood VesselsUsing a Blood　Pressure Meter, The BWW Journal, July 2015

## 体育関係
- 日本体育協会(日本水泳連盟)：公認水泳コーチ（競泳）。
- 全日本スキー連盟：公認指導員、公認B級検定員（2015年度まで）。
- 全日本スキー連盟：功労指導員（2012,12）